# Nagyoroszi-patak
A Nagyoroszi-patak a Börzsönyben ered, Nagyoroszi településtől nyugatra, Nógrád vármegyében, mintegy 340 méteres tengerszint feletti magasságban. A patak forrásától kezdve keleti, majd délkeleti irányban halad, majd Patak déli részénél éri el a Derék-patakot.

## Part menti település
- Nagyoroszi
- Horpács
- Patak